# Merritt Giffin
Merritt Hayward Giffin (Lockport, 20 agosto 1887 – Joliet, 11 luglio 1911) è stato un discobolo statunitense.
Nel 1908 prese parte ai Giochi olimpici di Londra conquistando la medaglia d'argento nel lancio del disco.

## Palmarès
| Anno | Manifestazione  | Sede   | Evento           | Risultato | Prestazione | Note |
| ---- | --------------- | ------ | ---------------- | --------- | ----------- | ---- |
| 1908 | Giochi olimpici | Londra | Lancio del disco | Argento   | 40,70 m     |      |

## Campionati nazionali
- 1 volta campione statunitense Amateur Athletic Union di lancio del disco (1910)